# Jacob Wolfowitz
Jacob Wolfowitz (* 19. März 1910 in Warschau; † 16. Juli 1981 in Tampa) war ein aus Polen in die Vereinigten Staaten emigrierter Statistiker und Informationstheoretiker. Sein Sohn ist der amerikanische Politiker Paul Wolfowitz.

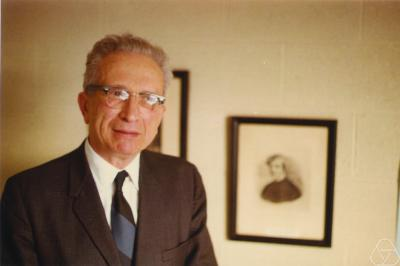
Jacob Wolfowitz 1970

## Leben
Wolfowitz emigrierte 1920 mit seinen jüdischen Eltern zusammen in die Vereinigten Staaten. Er studierte dort Mathematik und wurde Mitte der 1930er Jahre Mathematiklehrer an verschiedenen Highschools. Diese Tätigkeit übte er bis 1942 aus, als er an der New York University in Mathematik mit der Schrift Additive Partition Functions and a Class of Statistical Hypotheses promovierte. 1938 lernte er Abraham Wald kennen, mit dem zusammen er bis zu Walds Tod 1950 zahlreiche Probleme der Wahrscheinlichkeitsrechnung und Statistik untersuchte. Im Jahr 1951 wurde Wolfowitz Mathematikprofessor an der Cornell University, an der er bis 1970 blieb. Anschließend lehrte er an der University of South Florida, bis er nach einem Herzinfarkt starb.
Sein Buch Coding Theorems of Information Theory ist ein Klassiker der Informationstheorie.
1970 war er Invited Speaker auf dem Internationalen Mathematikerkongress in Nizza (Asymptotically efficient tests and estimators). Ebenfalls 1970 wurde er in die American Academy of Arts and Sciences gewählt, 1974 in die National Academy of Sciences.

## Schriften
- J. Kiefer (ed.): Jacob Wolfowitz Selected Papers. Springer-Verlag, 1980, ISBN 0-387-90463-8
- Coding Theorems of Information Theory (Reihe Ergebnisse der Mathematik und ihrer Grenzgebiete). Springer-Verlag, New York, 1978, ISBN 0-387-08548-3